# Coloradoa ponticae
Coloradoa ponticae är en insektsart som först beskrevs av Carl Julius Bernhard Börner 1940.  Coloradoa ponticae ingår i släktet Coloradoa och familjen långrörsbladlöss. Inga underarter finns listade i Catalogue of Life.